# Cymbomorpha
Cymbomorpha ist eine Gattung der Buckelzirpen von der 9 Arten aus Süd- und Mittelamerika bis Mexiko beschrieben sind. Aus mehreren Ländern bekannt sind die Arten C. prasina und C. vaginata.
Die Cymbomrpha-Zikaden sind relativ groß, ca. 6 bis 9 mm lang, meistens von hellbrauner oder oranger Färbung, oft mit grünlichem Schimmer, manchmal mit dunklen Flecken. Das Pronotum ist mehr oder weniger Helm-förmig, seitlich kompress, mit einem medianen Kiel und einer Spitze nach hinten, die aber nicht bis zum hinteren Ende der Vorderflügel reicht. Teilweise finden sich auch vorne seitlich kleinere Fortsätze. Die Vorderflügel sind transparent oder dunkel, mit fünf apicalen und drei discoidalen Zellen.
Lebensweise: Die erwachsenen Cymbomorpha-Zikaden werden einzeln beobachtet. Über die Larven und sonstige Lebensweise ist nichts bekannt. In Kolumbien wurden C. vaginata auf Fabaceen gefunden.